# Aloe chloracantha
Aloe chloracantha é uma espécie de liliopsida do gênero Aloe, pertencente à família Asphodelaceae.